# Municipio de Liberty (condado de Callaway)
El municipio de Liberty (en inglés: Liberty Township) es un municipio ubicado en el condado de Callaway en el estado estadounidense de Misuri. En el año 2010 tenía una población de 840 habitantes y una densidad poblacional de 8,44 personas por km².

## Geografía
El municipio de Liberty se encuentra ubicado en las coordenadas 39°1′59″N 91°59′59″O / 39.03306, -91.99972. Según la Oficina del Censo de los Estados Unidos, el municipio tiene una superficie total de 99.59 km², de la cual 98,91 km² corresponden a tierra firme y (0,68 %) 0,68 km² es agua.

## Demografía
Según el censo de 2010, había 840 personas residiendo en el municipio de Liberty. La densidad de población era de 8,44 hab./km². De los 840 habitantes, el municipio de Liberty estaba compuesto por el 95,95 % blancos, el 0,83 % eran afroamericanos, el 0,24 % eran amerindios, el 0,12 % eran asiáticos y el 2,86 % eran de una mezcla de razas. Del total de la población el 0,95 % eran hispanos o latinos de cualquier raza.